# 스가타촌
스가타촌(姿村)은 도치기현의 남서부, 시모쓰가군에 속했던 촌이다.

## 역사
- 1889년 4월 1일 -정촌제 시행에 의해 시모쓰가군 스가타촌이 성립하였다.
- 1891년 9월 15일 - 촌의 일부가 분립해 이시바시정이 되었다.
- 1954년 11월 3일 - 이시바시정과 합병해 새로운 이시바시정이 되었다.